# Скопети (Фиренца)
Скопети је насеље у Италији у округу Фиренца, региону Тоскана.
Према процени из 2011. у насељу је живело 484 становника. Насеље се налази на надморској висини од 144 м.